# Carcelia reclinata
Carcelia reclinata là một loài ruồi trong họ Tachinidae.